# Powerlifting ai XVI Giochi paralimpici estivi - 49 kg maschile
Le gare di powerlifting della categoria fino a 49 kg maschile ai XVI Giochi paralimpici estivi si sono svolte il 26 agosto 2021 presso il Tokyo International Forum.
Il vincitore è stato Omar Qarada.

## Risultati
| Pos. | Atleta                   | Peso (kg) | Sollevamenti (kg) | Sollevamenti (kg) | Sollevamenti (kg) | Sollevamenti (kg) | Risultato (kg) |
| Pos. | Atleta                   | Peso (kg) | 1                 | 2                 | 3                 | 4                 | Risultato (kg) |
| ---- | ------------------------ | --------- | ----------------- | ----------------- | ----------------- | ----------------- | -------------- |
|      | Omar Qarada              | 47,21     | 170               | 172               | 173               | –                 | 173            |
|      | Lê Văn Công              | 47,31     | 165               | 170               | 173               | –                 | 173            |
|      | Parvin Mammadov          | 48,26     | 148               | 156               | 162               | –                 | 156            |
|      | Yakubu Adesokan          | 47,27     | 155               | 155               | 161               | –                 | 155            |
|      | Abdullah Kayapinar       | 45,34     | 150               | 160               | 161               | –                 | 150            |
|      | João Maria França Junior | 48,59     | 139               | 144               | 157               | –                 | 144            |
|      | Hadj Ahmed Beyour        | 46,85     | 138               | 143               | 143               | –                 | 143            |
|      | Sławomir Szymański       | 48,34     | 130               | 136               | 144               | –                 | 136            |
|      | Hiroshi Miura            | 47,29     | 122               | 125               | 127               | –                 | 127            |